# دودک سفلی
دودک سفلی، روستایی از توابع بخش رستم شهرستان ممسنی در استان فارس ایران است.

## جمعیت
این روستا در دهستان پشتکوه رستم قرار دارد و براساس سرشماری مرکز آمار ایران در سال ۱۳۸۵، جمعیت آن ۱۱۴ نفر (۲۳خانوار) بوده‌است.